# Гійче
Гі́йче — село у Львівському районі Львівської області. Дерев'яна церква св. Кузьми і Дем'яна 1860.

## Історія
Гійче вперше згадується в історичній літературі за 1513 рік, але археологічні знахідки свідчать, що на території села поселення існували значно раніше. Село складалось з таких присілків: Івануси, Федюки, Колонія Гійче, Гряда, Діброва, Мельники, Луг, Дячки, Село, Пістуни.
9 вересня 1914 року під селом Гійче відбувся бій між Австро-Угорським військами та солдатами Російської імперії, який перейшов у рукопашне зіткнення. Австрійські війська представляв відомий на той час другий полк Тірольських стрільців під командуванням полковника Олександра Броша. В результаті бою з російської сторони загинуло близько 300 бійців. Австрійці ж зазнали більших втрат – близько восьми сотень вояків. В 1917-18 рр. за допомогою італійських спеціалістів на місці бою був збудований Меморіал слави.
Село належало до Равського повіту. На 01.01.1939 в селі проживало 2790 мешканців, з них 2690 українців-грекокатоликів, 60 українців-римокатоликів, 20 поляків і 20 євреїв.

## Військовий меморіал
- Меморіал «Прибитка» – перлина монументального мистецтва | Гійче | Військові некрополі України

## Відомі люди
- Вахула Михайло Георгійович — український радянський діяч, новатор виробництва, токар Львівського заводу автонавантажувачів Львівської області. Герой Соціалістичної Праці. Депутат Верховної Ради УРСР 7—8-го скликань. Член Президії Верховної Ради УРСР.
- Івануса Ярослав Михайлович — доктор медичних наук, академії РАН, головний хірург Флоту СРСР (1987—1994). Проживає у Москві.
- отець Антоній Колпачкевич — парох села, москвофіл, посол Галицького сейму.[4]
- Пістун Микола Данилович — доктор географічних наук, професор, заслужений працівник народної освіти України.
- Різничок Петро Михайлович — військовослужбовець ЗСУ, учасник бойових дій, ветеран війни. Нагороджений нагрудним знаком Головнокомандувача ЗСУ "Золотий хрест" та медаллю "За оборону міста Бахмут".
- Кулай Василь (24.04.1970 - 23.06.2022) - сержант ЗСУ. загинув поблизу м. Лисичанськ, Сєвєроднецького району, Луганської області. Поховали захисника на кладовищі 29.06.2022 в с. Гійче.
- Федюк Михайло - солдат ЗСУ, загинув 05.01.2023 у м. Соледар, Бахмутського району, Донецької області. Поховали захисника 10.01.2023 на кладовищі в с. Гійче.
- Збишко Степан Ігорович (25.12.1992 - 02.07.2024) - солдат ЗСУ, загинув в районі с. Урожайне, Волноваського району, Донецької області. Попрощалися із захисником 07.07.2024 в с. Гійче.
- Івануса Тарас Ярославович (08.03.1991 - 25.08.2024) - солдат ЗСУ, загинув в районі м. Торецьк, Бахмутського району, Донецької області. Попрощалися зі захисником 29.08.2024 в с. Гійче.